# 吉米克！
《吉米克！》，在斯堪的纳维亚以Mr. Gimmick!的名稱發行，是由Sun電子開發發行的平台遊戲，最初於1992年1月31日在日本红白机上發行。故事講述了一個被誤認為是毛絨玩具的ゆめたろー，因為作為生日禮物來到一位小女孩身邊。小女孩很喜歡ゆめたろー，但其他的毛絨玩具卻將小女孩綁架到了異世界。玩家將扮演ゆめたろ，透過ゆめたろ可以發射星星的力量去擊敗敵人並拯救小女孩。
為了使《吉米克！》可以與當時的超級任天堂上的遊戲品質相媲美，開發者酒井智巳使用創新的技術來達到高品質圖像和聲音。圖像使用先進的拼接圖進行處理，由於釋放了系統處理能力，因此可以在屏幕上繪製出更細緻的圖像。聲音則使用擴展聲音芯片Sunsoft 5B進行開發，這提供比一般紅白機遊戲更多的聲道，也使得作曲家影山雅司可以創作出更豐富的音樂。音樂跨越多種流派，影山雅司將其描述為“遊戲音樂的大雜燴”。
《吉米克！》收到了褒貶不一的評論，並且在發售時乏人問津。由於發行商對於16位系統的遊戲更感興趣，因此酒井智巳發現很難將遊戲發售至日本以外的市場，並且因其古怪的角色設計，使得美國的Sun電子公司不批准該遊戲在北美發行。最終僅有瑞典經銷商Bergsala在1993年在斯堪的纳维亚小部分發售該遊戲。評論家對這款遊戲的難度褒貶不一，有些人認為這款遊戲因角色設計而被認為是專為兒童設計的。在回顧性評論中，《吉米克！》獲得了更多的讚譽。它於2002年在日本PlayStation上重新發布，並於2020年底於 exA-Arcadia上發布了重製版本。

## 劇情簡介與玩法

ゆめたろー的星星攻擊可以當作到達其他無法進入區域的跳台。

《吉米克！》是一款平台遊戲，玩家可以控制名為ゆめたろー的綠色小妖怪。故事開始於一個小女孩的生日。早些時候，小女孩的父親去商店給女兒買了一個名為ゆめたろー新毛絨玩具。當小女孩打開禮物看見ゆめたろー時，小女孩非常高興，ゆめたろー頓時間成為了小女孩的最愛。這時小女孩的其他毛絨玩具因不再感受到被愛，因此在某天晚上一同綁架小女孩到另一個異世界。而剩下來的ゆめたろー踏上旅途去拯救小女孩。
玩家可以控制ゆめたろー，讓他頭上的角上方產生星星。星星可以用來擊敗敵人，或是也是一個暫時性的跳台，能夠被ゆめたろー騎乘以到達其他無法到達的區域。玩家必須通過六個大關和擊敗六個頭目才能完成遊戲。一旦第六個頭目被擊敗，遊戲就會進入普通結局並從頭開始。若要完成完美結局，玩家必須在不接關的狀態下在每個關卡中的隱藏區域內得到魔法物品，之後就會出現一個秘密關卡，必須再擊敗一個額外的頭目，才可以到達ゆめたろー救出小女孩並帶她回到現實世界的完美結局。

## 開發
《吉米克！》由首席設計師酒井智巳所構思，他將各種想法融入到遊戲的編程中。雖然該遊戲是使用MicroVAX所開發的，但酒井智巳表示無論使用什麼設備，他都可以按照自己的意願製作遊戲。為了與超級任天堂的遊戲品質相媲美，需要大量的工作人員。他一直考慮與參與設計“超惑星战记”的岩田義明和駕屋ひろゆき一同開發自己的遊戲。 然而，兩人參與製作本遊戲而獲得的報酬卻不多。 音樂和音效部分由前不久離開Sun電子的影山雅司製作。
在紅白機上，遊戲使用256個拼接圖來進行處理。先是將拼接圖的數量分成兩組各128個，並分成敵方角色和主角以簡化程序。再透過將拼接圖分成四組各64個，來製作為背景動畫。

### 音樂
《吉米克！》音樂部分由當時在名古屋的酒井智巳和在東京的影山政史舉行了電話會議。由於兩人有著相似的音樂興趣，而且影山政史能夠將他的麥金塔合成器連接手機，使得影山政史可以很容易地與酒井智巳分享音樂和音效。儘管影山政史對於他在PC Engine上推出的兩個遊戲“Out Live”和“弁慶外伝”中所使用的音樂感到滿意，但酒井智巳還是為他提供了擴展的聲源，並鼓勵影山政史突破聲音芯片的極限，這使得影山政史使用了比起其他遊戲來更豐富的音效。他開玩笑地形容創作吉米克！的音樂感覺更像是“拼湊一道謎題，而不是真正的音樂創作”。
配樂涵蓋多種不同風格，有著流行、酸爵士、幻想曲、重搖滾和融合爵士樂多種，這在紅白機上發布的遊戲中並不常見。由於影山政史知道孩子們會特別在意他所製作的遊戲中的音樂，因此他想盡量可以聽起來優美。他所創作的音樂也受到靜岡的自然環境以及各種不同的環境的影響，他也結合部分像是喬治·班森的音樂。對於其他人員對音樂的熱愛是影山政史創作音樂時最大的影響，有些人要求音樂使用流行樂，而有些人則要求像是Techno、簡約音樂或是古典音樂等其他流派。由於玩家經常會不止一次地聽遊戲作品，因此影山政史不希望遊戲曲目太過刺耳，並且希望開頭和結尾的音樂聽起來可以很戲劇化，讓總體上“寫的音樂可以讓人感覺很好。”
影山政史將遊戲的配樂描述為“遊戲音樂的大雜燴”，並表示製作它是一種嘗試，試圖“將人們普遍認為的紅白機的聲音提升到另一個檔次”。影山政史也對於負責聲音編程的諸田直久所作之貢獻“印象深刻”，並且有助於讓曲目聽起來更像是現場表演，而不僅僅是作品本身而已。由於紅白機使用額外擴展的“SUNSOFT 5B”芯片，這使得音色可以比起其他紅白機遊戲提供更多額外的音樂和聲音通道。但因美版的NES僅使用五個聲道，因此比起日本版本，歐洲版本的音色較為單調。

## 發行
《吉米克！》1992年1月31日在日本發售，並開始計畫全球發行。 該遊戲於1992年7月通過北美“電子遊戲月刊”的審查，並準備開始在1992年下半年的發售。  然而，Sun電子前開發副總裁大衛·西勒 (David Siller) 表示，與華特迪士尼公司和華納兄弟的卡通相比，該遊戲中的角色過於“奇怪和詭異”，因此北美本地化的計劃很快就被取消了。這也使得Sun電子所開發的另一款遊戲へべれけ也無法發售。但西勒也表示，這兩個遊戲很可能是商業上的成功。
之後只有瑞典經銷商Bergsala少量進口到在斯堪的纳维亚，並以“Mr. Gimmick!”作為該遊戲的名稱，於1993年5月19日發行。與日本版本不同的是，這個版本以八條生命而不是四條生命為特色。並且因缺少擴展聲道芯片，音樂也與日本版本產生極大的差異。由於歐洲卡帶是為PAL地區編碼，遊戲無法在北美NTSC的NES上正常運行。
《吉米克！》也作為“Sunsoft Memorial Collection: Volume 6”的一部分與Super Spy Hunter一同移植到日本的PlayStation上。此版本包含與紅白機的一些聲音差異。 此合集包於 2010年12月22日在日本的PlayStation Network上提供。該遊戲的日文版從此成為收藏品，2014年的英國指南將該遊戲列為售價320英鎊。
2020年12月31日，《吉米克！》在exA-Arcadia上發布重製版本。，同一年，iam8bit推出了遊戲原聲帶CD。

## 評價
《吉米克！》最初在“Fami通”、“電子遊戲月刊”和“任天堂雜誌”等出版物中獲得了平淡無奇的興趣和褒貶不一的評價。它的人氣不足被歸咎於休閒玩家無法應對困難的平台遊戲，再加上超級任天堂和Mega Drive等16位遊戲機的出現，使得發行商重心都位於第四世代遊戲機上。
瑞典雜誌《任天堂雜誌》的評論家表示此遊戲會讓人想起Sun電子所製作的“Ufouria: The Saga”。使得認為它最終只是一款普通的平台遊戲，並指出該遊戲的可愛設計會吸引兒童。《電子遊戲月刊》的三位評論家分享了這些關於遊戲平均品質和可愛設計的觀點。第四位評論者給出了好評如潮的評價，稱這款遊戲是一個沉睡的遊戲，並表示遊戲在後期變得非常具有挑戰性，需要掌握高超的技術。 當時最好評的評論來自《官方任天堂雜誌》，評論家稱它是他們一段時間以來玩過的最好的紅白機遊戲之一。評論者對遊戲的視覺、聲音和難度給予了高度評價，一位評論者表示，完成遊戲的願望勝過它所存在的任何此類問題。
在回顧性分析中，《GameSpot》的喬納森·特威德強調此遊戲作為1990年代被低估的平台遊戲。他讚揚了物理和獨特的關卡設計。關於圖形，他說這是第三世代遊戲機的遊戲中最漂亮、最詳細的”。特威德表示唯一的負面評論是關於進入最後階段的困難和良好的結局。他表示是此遊戲是開發人員的“愛的勞動”，並認為沒有在北美發布很遺憾。《IGN》將其列為有史以來前十名的紅白機遊戲，並稱讚遊戲的物理引擎，並表示其卓越的平台性能在遊戲機中脫穎而出。

## 外部連結
- Memorial * Series: Sunsoft Vol. 6 Official Website
- 莫比游戏上的《Gimmick!》（英文）